# Aghios Nikolaos
Aghios Nikolaos (tiếng Hy Lạp: ?) là một khu tự quản ở vùng Kríti, Hy Lạp. Khu tự quản Aghios Nikolaos có diện tích 512 km², dân số theo điều tra ngày 18 tháng 3 năm 2001 là 26069 người.